# Períneo
Na anatomia humana, o períneo (/pɛrəˈniːəm/; Latim tardio, do grego περίνεος - perineos) é a região do corpo humano entre a parte de baixo da vulva ou do saco escrotal e o ânus.
O períneo compreende um conjunto de músculos e aponeuroses que encerram o estreito inferior da escavação pélvica, sendo atravessada pelo reto, atrás, e pela uretra e órgãos genitais adiante.
O músculo elevador do ânus é um músculo da pelve situado no períneo posterior. É dividido em três partes: puborretal, pubococcígeo e iliococcígeo.

## Terminologia
Ela é geralmente definida como a região da superfície em ambos os machos e fêmeas entre a sínfise púbica e o cóccix. O períneo é a região do corpo inferior do diafragma pélvico e entre as pernas. Trata-se de uma área em forma de diamante (losango) na superfície inferior do tronco que inclui o ânus e, nas fêmeas, o da vagina.